# Samaris costae
Samaris costae är en fiskart som beskrevs av Quéro, Hensley och Maugé, 1989. Samaris costae ingår i släktet Samaris och familjen Samaridae. Inga underarter finns listade i Catalogue of Life.